# コズミック チャレンジ
『コズミックチャレンジ』は、2007年にセガから発売されたシングルメダルゲーム。「クラブ マジェスティ」の6機種のうちの1つである。

## 基本ルール
9リール8ラインのビデオスロット。1BETで8ライン全てが有効となる。ライン上に有効なシンボルが停止すると配当を得られる。また、7が4つ以上出現するとセブンスボーナスが支払われる。最高配当は10万枚となっている。

## シンボル
弱い方からブランク→1BAR→2BAR→3BAR→赤7→青7→WILD。この順に配当が高くなり、ダブルアップで強い絵柄となる。また、センターにはギャラクシー、シャトル、ブラックホールも存在する。

## ボーナスゲーム
センターにギャラクシーが停止するとボーナス抽選が行われる。シャトル、ブラックホール、WILDのいずれかに変化するとそれぞれのボーナスゲームが行われる。ブランクに変化した場合ははずれとなる。

## ダブルアップゲーム
ディーラーのリールとプレイヤーの3つのリールが回転する。プレイヤーが選んだリールがディーラーより強ければ勝ちとなり、配当は2倍となる。また、ディーラーにシャトルが出現するとプレイヤーの絵柄により2~10倍となり、プレイヤーの3つのリールで同じ絵柄または混合7が揃うと勝ち負けに関わらずスペシャルボーナスが支払われる。
| スタブアイコン | サブスタブ | この項目は、まだ閲覧者の調べものの参照としては役立たない、コンピュータゲームに関連した書きかけの項目です。この項目を加筆・訂正などしてくださる協力者を求めています（P:コンピュータゲーム/PJ:コンピュータゲーム）。 |